# Союз українок Австралії
Сою́з Украї́нок Австра́лії — СУА (англ. Ukrainian Women's Association in Australia) — громадська організація, перша українська жіноча організація в Австралії. Засновано 1949 в переселенському таборі Ковра (англ. Cowra). Тепер СУА нараховує 850 учасниць, має 18 відділів, 5 штатових осередків і Крайову Управу, осідок якої міняється по штатових осередках, залежно від її особового складу.
У жовтні 2016 року Союз українок Австралії став лауреатом премії ім. Євгена Чикаленка.

## Ділянки праці
- культурно-освітня,
- суспільної опіки,
- допомога молодіжним організаціям і рідним школам,
- збереження та плекання українського народного мистецтва,
- зовнішні зв'язки,
- журнал «Наше слово».

## Активістки
Першою головою СУА була Ірина Пеленська (Винницька), довголітньою — Лідія Гаєвська-Денес.
Інші діячки: Марія Менцінська в Перті, Софія Ваврик і Меланія Білик в Аделяїді, Анна (Нуна) Кармазин і Ольга Ільків у Сіднеї, О. Малинка і М. Грудка в Мельбурні, Людмила Онішко в Канберрі, Олена Процюк.